# Le cousin
Le cousin è un film del 1997 diretto da Alain Corneau.